# Rötelseehöhle
Die Rötelseehöhle (Katasternummer 1618/1) ist eine Höhle im Gemeindegebiet von Gmunden. Sie befindet sich in der felsdurchsetzten Westflanke des Rötelsteins am Ostufer des Traunsees in 600 m ü. A. Bisher wurde eine Länge von 391 m vermessen. Der Höhenunterschied beträgt 53 m. Die Höhle beherbergt mehrere über Siphons verbundene Seen, die sich weit in den Berg hinein erstrecken. Die Rötelseehöhle ist als Naturdenkmal ausgewiesen.

## Beschreibung
Nachdem etwa 2 m breiten und 1,5 m hohe Eingangsportal, befindet sich der vordere, großräumige Teil der Rötelseehöhle. Über eine sanft abfallende Schutthalde gelangt man nach etwa 25 m im zum Ufer des Rötelsees, welcher sich, je nach Wasserstand, zwischen 6 und 9 m unterhalb des Eingangsniveaus befindet. Der See weist eine Gesamtfläche von etwa 150 bis 160 m² auf. Diese ist leicht variabel, da je nach Wasserstand am nördlichen Ufer eine lehmige Halde auftauchen kann. Im dortigen Bereich erreicht die Höhlendecke bei durchschnittlichem Wasserstand eine Höhe von über 15 m. Bei diesem Pegelstand kann der See eine Tiefe von fast 4 m aufweisen. Bei Hochwasser sind Tiefen von über 7 m möglich. Während am nördlichen Ufer, wo sich die Lehmhalde befindet, die Höhle endet, gibt es auf der nordöstlichen Seite eine schmale, ca. 20 m lange Fortsetzung. Vom Ufer aus führte eine Steganlage bis zur Hälfte dieser Fortsetzung. Hier befinden sich noch die im Gestein verankerten, alten Eisenträger. Der weitere Höhlenverlauf steht unter Wasser und kann nur von Höhlentauchern befahren werden. Ausgangspunkt für den Zustieg zur Höhle ist Karbach.